# Inchiesta a quattro mani
Inchiesta a quattro mani (Un juge, un flic) è una serie televisiva francese in 12 episodi trasmessi per la prima volta nel corso di una sola stagione dal 1977 al 1979.
È una serie drammatico-giudiziaria incentrata sui casi affrontati dal giudice Walder de Neuville e dal commissario Villequier per conto del Service d'Information et de Liaison Interministériel (SILI), perlopiù crimini commessi ai più alti livelli dello stato o della finanza.

## Personaggi e interpreti
- Giudice Walder de Neuville (12 episodi, 1977-1979), interpretato da Michel Duchaussoy.
- Commissario Villequier (12 episodi, 1977-1979), interpretato da Pierre Santini.
- Mme Villequier (6 episodi, 1977-1979), interpretato da Simone Rieutor.
- Le garde des sceaux (5 episodi, 1979), interpretato da Jacques Monod.
- Mme Walder (4 episodi, 1977-1979), interpretato da Michèle André.
- Max (3 episodi, 1977-1979), interpretato da Gérard Dournel.
- Segretaria di Walder (2 episodi, 1977-1979), interpretata da Sonia Saviange.

## Produzione
La serie, ideata da Henri Viard, fu prodotta da Antenne-2 Le musiche furono composte da Georges Garvarentz. Tra i registi e tra gli sceneggiatori è accreditato Denys de La Patellière

## Distribuzione
La serie fu trasmessa in Francia dall'8 aprile 1977 al 9 marzo 1979  sulla rete televisiva Antenne 2. In Italia è stata trasmessa con il titolo Inchiesta a quattro mani.

## Episodi
| Stagione         | Episodi | Prima TV Francia |
| ---------------- | ------- | ---------------- |
| Prima stagione   | 6       | 1977             |
| Seconda stagione | 6       | 1979             |